# 聖克魯斯縣 (厄瓜多爾)
聖克魯斯縣（西班牙語：Cantón Santa Cruz），是厄瓜多爾的縣份，位於該國西部，由加拉帕戈斯省負責管轄，首府設於阿約拉港，面積1,794平方公里，2001年人口11,262，人口密度每平方公里6.28人。